# Fountain Paint Pot
Fountain Paint Pot (en français, littéralement « fontaine du pot de peinture »), ou souvent Fountain Paint Pots, est une mare de boue située dans le Lower Geyser Basin dans le parc national de Yellowstone aux États-Unis.

## Description
Fountain Paint Pot est nommé ainsi pour les teints rouges, jaunes et bruns de la boue dans ce secteur. Les couleurs différentes sont dérivées des états d'oxydation du fer dans la boue. Comme avec toutes les sources chaudes, la chaleur dans la caldeira force l'eau pressurisée à travers le sol, qui est expulsée ici. En outre, les gaz ascendants provoquent l'ébullition. L'action des bulles dans la boue varie avec les saisons. Au début de l'été, la boue s'écoule de la nappe phréatique haute en raison de la pluie et de la fonte des neiges. À la fin de l'été, la boue est beaucoup plus épaisse à mesure que la nappe phréatique s'abaisse.
Plusieurs geysers importants éclatent près des Fountain Paint Pots, notamment Fountain Geyser, qui présente généralement plusieurs éruptions importantes par jour, Clepsydra Geyser, qui est actif la plupart du temps sauf après une éruption de Fountain, et Morning Geyser, puissant mais erratique, actif vers la fin de 2018 après une période d'endormissement de près de cinq ans,. Ces sources, ainsi que d’autres, sont accessibles par un court sentier en bois depuis le parking situé sur la route principale qui traverse le Lower Geyser Basin. Les déplacements hors des sentiers battus dans cette zone sont interdits en raison de conditions dangereuses.

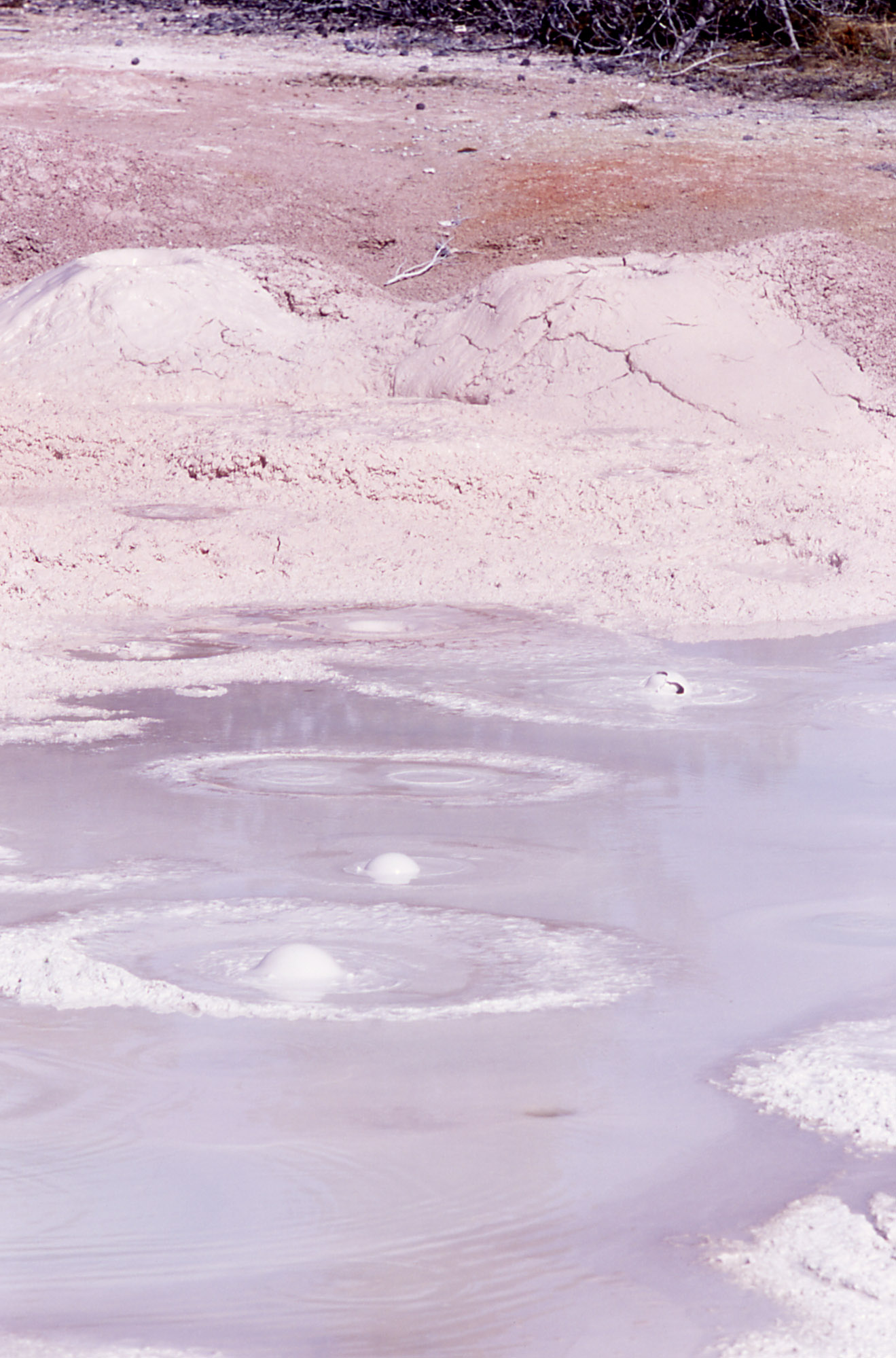
Gros plan sur Fountain Paint Pots en 2001.
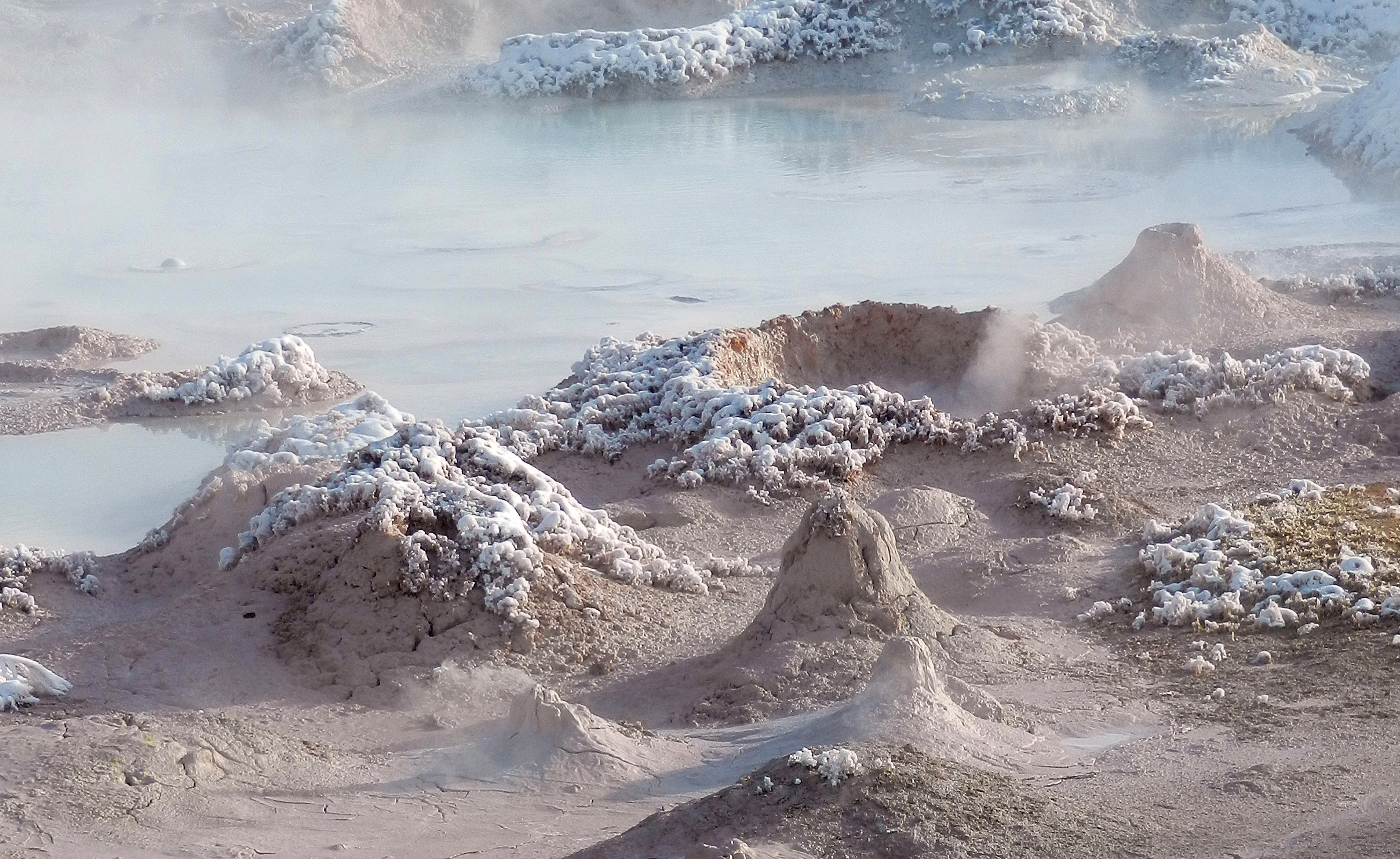
Fountain Paint Pot en 2012.
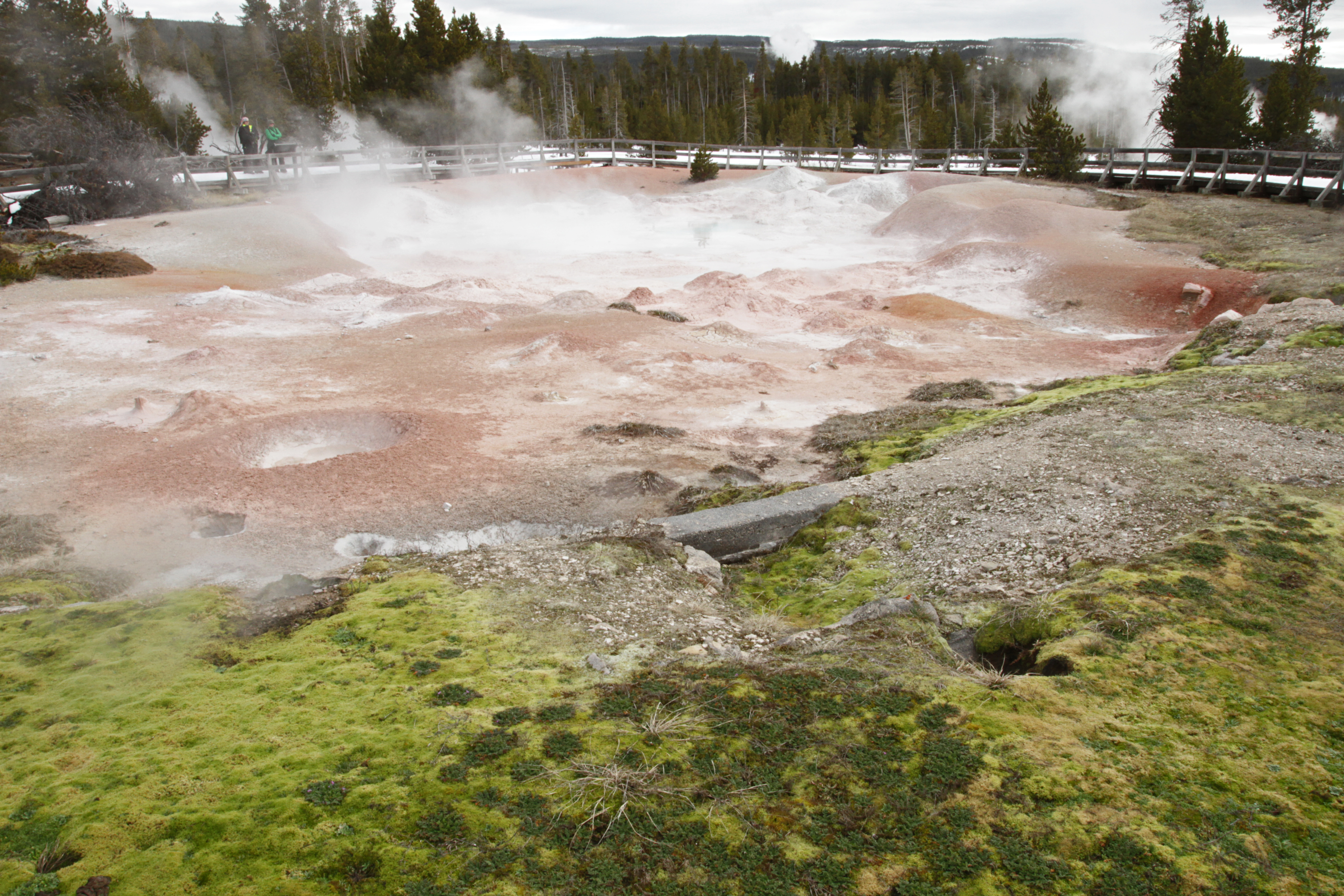
Fountain Paint Pot en 2015.
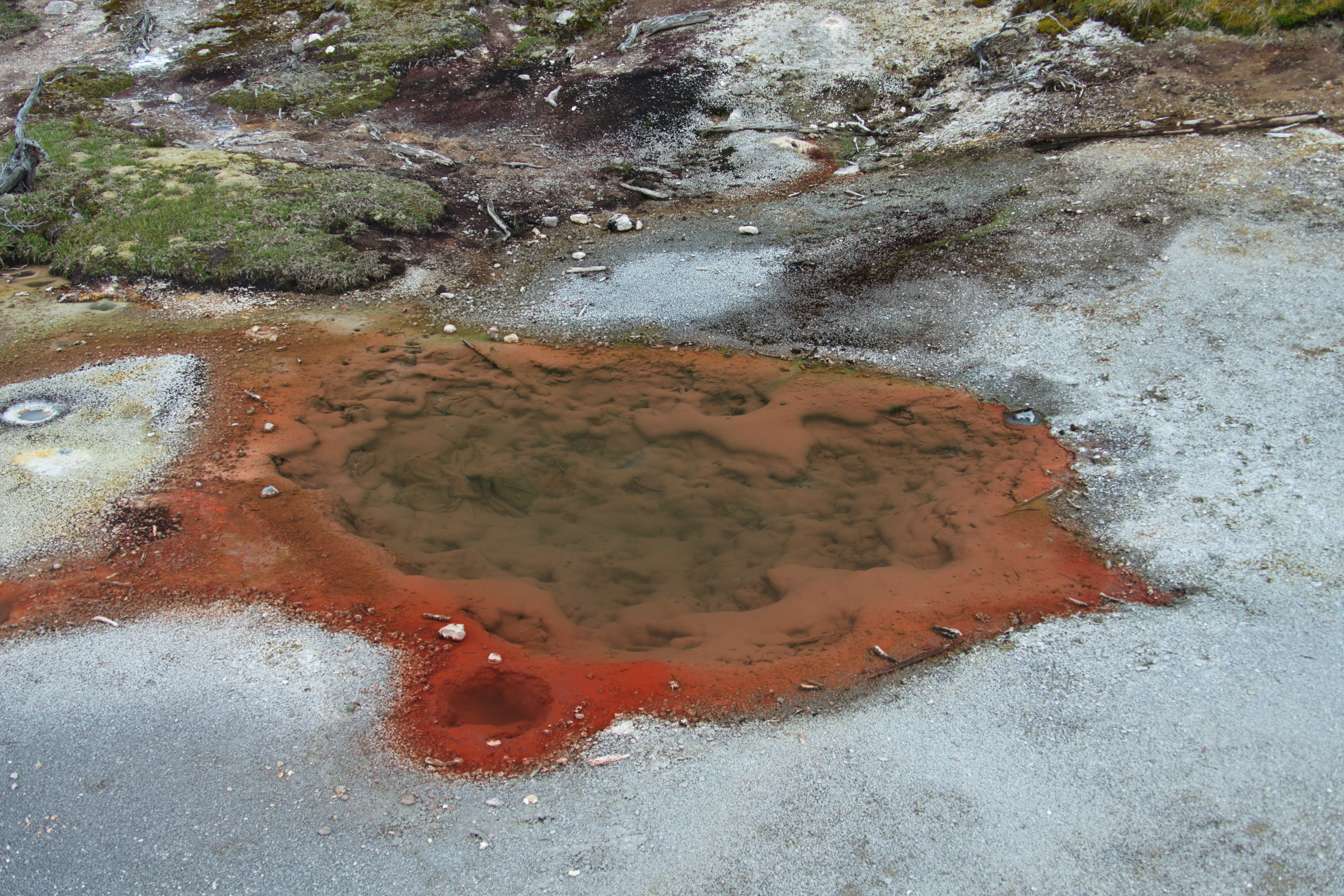
Fountain Paint Pot en 2017.